# 南島原市立有家中学校
南島原市立有家中学校（みなみしまばらしりつ ありえちゅうがっこう）は、長崎県南島原市有家町山川（やまがわ）にある公立中学校。略称は「有中」。

## 概要
歴史
1947年（昭和22年）の学制改革（六・三制の実施）により有家町に発足した「有家町立有家中学校」と堂崎村に開校した「堂崎村立堂崎中学校」の新制中学校2校を前身とする。その後、1956年（昭和31年）に堂崎村は有家町に統合され、有家町内の中学校は有家・堂崎の2校となる。1970年（昭和45年）に2校は統合され、翌1971年（昭和46年）に現在地に校舎が完成した。2012年（平成22年）に創立65周年（統合42周年）を迎えた。
校訓
「相共に伸びる有中生」
校章
有家の「有」の文字と堂崎の頭文字「ど」の文字を図案化して組み合わせたものを背景にして「中」の文字を置いている。
校歌
歌詞は3番まであり、各番に校名の「有家中学」が登場する。
校区
南島原市有家地区全域。小学校区は南島原市立有家小学校・南島原市立堂崎小学校。

## 沿革
前史（有家中学校）
- 1947年（昭和22年）
  - 4月1日 - 学制改革（六・三制の実施）が行われる。
    - 有家町有家国民学校の初等科が改組され、「有家町立有家小学校」となる。
    - 有家町有家国民学校の高等科が改組され、新制中学校「有家町立有家中学校」が発足。校舎が完成するまでの間、有家小学校に併設される。

  - 4月22日 - 開校。
  - 7月21日 - 育友会が発足。
- 1950年（昭和25年）8月30日 - 長田に新校舎が完成し移転を完了。
- 1952年（昭和27年）8月15日 - 校歌（旧校歌）を制定。
- 1958年（昭和33年）3月15日 - 校旗を制定。
- 1970年（昭和45年）4月1日 - 有家町立堂崎中学校と統合される。統合校舎が完成するまでの間、「西校舎」として使用が継続される。

前史（堂崎中学校）
- 1947年（昭和22年）
  - 4月1日 - 学制改革（六・三制の実施）が行われる。
    - 堂崎村国民学校の初等科が改組され、「堂崎村立堂崎小学校」となる。
    - 堂崎村国民学校の高等科が改組され、新制中学校「堂崎村立堂崎中学校」が発足。校舎が完成するまでの間、堂崎小学校に併設される。

  - 4月24日 - 開校。
- 1948年（昭和23年）
  - この年 - 育友会（PTA）が発足。
  - 1月15日 - 校歌が完成（歌詞は4番まであり、歌詞中には校名は登場しない）。
  - 2月11日 - 古城に校舎が完成し移転を完了。小学校との併設を解消。
- 1956年（昭和31年）9月30日 - 堂崎村が有家町に統合されたことにより、「有家町立堂崎中学校」に改称。
- 1970年（昭和45年）3月31日 - 有家中学校との統合により閉校。ただし統合校舎が完成するまでの間、「東校舎」として使用が継続される。

統合・有家中学校
- 1970年（昭和45年）
  - 4月1日 - 上記の有家町立の中学校2校が統合され「有家町立有家中学校」が発足。
    - 統合校舎が完成するまでの間、旧有家中学校を「西校舎」、旧堂崎中学校を「東校舎」として分散授業を行う。

  - 7月1日 - 校章を制定。
- 1971年（昭和46年）
  - 3月13日 - 校旗を制定。
  - 8月 - 男子バレーボール部、長崎県代表として全国大会に出場（その後、1972年（昭和47年）・1973年（昭和48年）の3年連続で全国大会に出場）。
  - 11月1日 - 白崎（現在地）に統合校舎が完成。旧2校の校舎（西校舎・東校舎）を廃止。
- 1972年（昭和47年）
  - 1月15日 - 新校歌（現校歌）を制定。
  - 8月 - 剣道部、長崎県代表として全国大会に出場。
- 1973年（昭和48年）3月15日 - 体育館が完成。
- 2006年（平成18年）3月31日 - 南島原市の発足に伴い、「南島原市立有家中学校」（現校名）に改称。

## 交通アクセス
最寄りのバス停
- 島鉄バス 「白崎」バス停

最寄りの県道
- 国道251号（島原街道）

最寄りの鉄道駅
- かつては島原鉄道 島原鉄道線の「有家駅」・「蒲河駅」があったが、2008年（平成20年）3月末に廃止された。

## 周辺
- JA島原（島原農業協同組合）素麺備蓄倉庫
- 白百合保育園
- 熊野神社
- 長崎県警察 南島原警察署 有家交番
- イオン有家店
- 十八親和銀行有家支店

## 参考資料
- 「有家町郷土誌」（1981年（昭和56年）3月31日発行, 有家町教育委員会）p.491 -
- 「長崎新聞に見る長崎県戦後50年史（1945～1995）」（1995年（平成7年）8月9日発行, 長崎新聞社）「有家町」